# Бонсаксен, Александр
Александр Бонсаксен (норв. Alexander Bonsaksen; род. 24 января 1987, Осло, Норвегия) — норвежский хоккеист, защитник немецкого клуба «Изерлон Рустерс» и сборной Норвегии.

## Биография
Воспитанник школы клуба «Волеренга», дебютировал в чемпионате Норвегии в сезоне 2005/2006. Выступал за команду до 2009 года, пока не переехал в Швецию. Выступал в Швеции за клубы МОДО, «Сундсвалль» и «Рёгле». Перед началом сезона 2013/2014 вернулся в «Волеренгу». Три сезона затем отыграл в финской СМ-лиге за клуб «Таппара», по истечении контракта как свободный агент перешёл в немецкий клуб «Изерлон Рустерс».
В составе юниорской сборной Норвегии привлекался на матчи чемпионата мира 2005 года, в 2006 и 2007 годах играл на молодёжном чемпионате мира. Участник Олимпийских игр 2010, 2014 и 2018 годов, а также чемпионатов мира с 2009 по 2015 годы и 2017 года. На Олимпиаде 2018 года в четвертьфинале против сборной ОСР отметился единственной заброшенной шайбой (Норвегия проиграла 6:1).